# San Ramon (Califórnia)
San Ramon é uma cidade localizada no estado norte-americano da Califórnia, no condado de Contra Costa. Foi incorporada em 1 de julho de 1983.

## Geografia
De acordo com o United States Census Bureau, a cidade tem uma área de 46,8 km², onde 46,7 km² estão cobertos por terra e 0,1 km² por água.

## Demografia
Segundo o censo nacional de 2010, a sua população é de 72 148 habitantes e sua densidade populacional é de 1 542,44 hab/km². Possui 26 222 residências, que resulta em uma densidade de 560,60 residências/km².

## Marco histórico
San Ramon possui apenas uma entrada no Registro Nacional de Lugares Históricos, a Forest Home Farms.